# Agrilus vaulogeri
Agrilus vaulogeri es una especie de insecto del género Agrilus, familia Buprestidae, orden Coleoptera.
Fue descrita científicamente por Bourgoin, 1922.